# 南曹站
南曹站是郑机城际铁路的一座车站，位于 河南省郑州市管城回族区南曹街道，隶属于郑州铁路局。此站采用下进下出的旅客流线模式，为2台4线客运车场，站房建筑面积3000平方米；站房为钢筋混凝土框架结构，站房主体东西向布置，分别设有东、西两个站前广场。站房东侧设置站前广场，站前广场中部为人行集散广场，四周布置社会停车场、出租车停车场、公交车总站（停车港湾）等交通配套设施。

## 历史
- 2015年12月31日郑机城际铁路开通使用，但此時只開行鄭州站/鄭州東站至新鄭機場站的直達車。
- 2016年1月10日郑机城铁开行中间站停靠的列车，南曹站開始上下乘客。[2]
- 2017年7月25日，因客流长期不高，南曹站停止办理客运业务。[3][4]
- 2024年9月28日，郑开、郑机城际铁路增加开行趟数和停站密度，郑开与郑机城际铁路共开行列车51列，并恢复郑机城际南曹站与孟庄站运营，分别停靠列车32、34列。[5]

## 接駁交通

### 地铁
该站附近有郑州地铁3号线的司赵站。